# Музей на естествената история на Родопите
Музеят на естествената история на Родопите (на гръцки: Μουσείο Φυσικής Ιστορίας Ροδόπης) е музей в село Бук (Паранести), Гърция.

## История
Музеят е създаден по Оперативна програма „Околна среда“ на Министерството на околната среда, планирането и благоустройството. Музеят предлага на посетителите възможност за запознаване с впечатляващата природна среда на Родопите и долината на река Места. Изложена е информация за екосистемите в региона – гори, делта, река, алпийски пасища и т.н., както и традиционните взаимоотношения между човека и околна среда – земеделие, животновъдство и лов.
В изложбената зала на музея на площ над 300 m2 са изложени скали и фосили на района, експонати от флората и растителността на Родопите, емблематичните животни от малки охлюви и членестоноги до орли, пуйки, диви свине, мечки, вълци, и т.н.
- Експонати от местната флора
- Експонати от местната флора и фауна
- Лисица
- Минерали (сфалерит, аргонит, пирит) от Халкидики